# Un lloc on refugiar-se
Un lloc on refugiar-se (títol original en anglès, Safe Haven) és una pel·lícula de thriller de drama fantàstic romàntic estatunidenca del 2013 protagonitzada per Julianne Hough, Josh Duhamel i Cobie Smulders. La pel·lícula marca el paper final de l'actor Red West. Es va estrenar als cinemes d'Amèrica del Nord el 14 de febrer de 2013. La pel·lícula va ser dirigida per Lasse Hallström i és una adaptació de la novel·la homònima de Nicholas Sparks de 2010. Originalment, la pel·lícula s'havia d'estrenar el 8 de febrer. S'ha doblat i subtitulat al català.